# Programflöde
Programflöde är inom datavetenskap en processors exekveringsordning av instruktionerna i ett program. Processorn håller reda på instruktionsföljden via en programräknare, som antingen räknas upp för varje instruktion, eller antar ett värde angivet av en hoppinstruktion, ett undantag eller ett avbrott.
Exempel på programflödesstyrande satser i högnivåspråksprogrammering är: If-satser, loopar, goto-satser och funktionsanrop.